# Prosselsheim
Prosselsheim település Németországban, azon belül Bajorországban. Lakosainak száma 1177 fő (2023. december 31.).

## Népesség
A település népessége az elmúlt években az alábbi módon változott:
| Lakosok száma | 722  | 1130 | 1036 | 1167 | 1181 | 1183 | 1179 | 1180 | 1179 | 1177 |
|               | 1925 | 1970 | 1975 | 2011 | 2013 | 2014 | 2016 | 2019 | 2021 | 2023 |